# ISA-95
ISA-95, или ANSI/ISA-95, — международный стандарт для разработки интерфейса между предприятиями и управляющими системами. Этот стандарт был разработан для применения во всех видах производства, для всех видов процессов — например — непрерывных или повторяющихся.
ISA-95 — стандарт для североамериканского рынка, ему соответствует группа международных стандартов IEC 62264.1 —  IEC 62264.6 .

## Общая характеристика

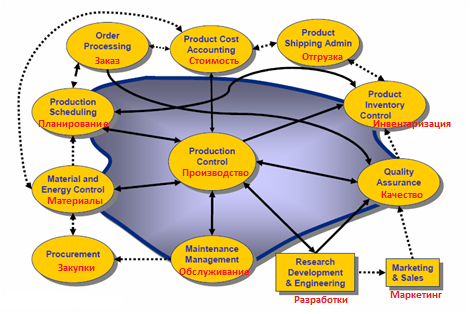
Функциональная модель предприятия

Стандарт разработан Международной ассоциацией специалистов в области автоматизации ISA. Главной целью создания стандарта являлось обеспечение возможности взаимодействия корпоративных информационных систем (как правило, ERP) и производственных информационных систем (как правило, MES). В лучшем переводе на русский язык это звучит как «интеграция между АСУ предприятия и АСУ ТП». При этом основное внимание в стандарте уделяется не способам организации «физического» обмена информацией (общие файлы или таблицы баз данных, стандартные интерфейсы типа COM/DCOM, сокеты и т. д.), а моделям, с помощью которых она может быть представлена. Предполагается, что обе стороны обмена будут придерживаться этих моделей и, таким образом, говорить на одном языке. ISA-95 рассматривает предприятие на четырёх уровнях. Два упомянутых уровня именуются четвёртым и третьим.
На рисунке изображена стандартная функциональная модель предприятия. Функции, лежащие на синей поверхности принадлежат к третьему уровню (MES, АСУ ТП). Большинство остальных — к четвёртому (ERP, АСУ предприятия). Центральная функция — ко второму уровню.

## Структура стандарта
На сегодня известны 6 частей стандарта ISA-95.
ANSI / ISA-95.00.01-2000. Часть 1: Модели и терминология состоит из стандартной терминологии и объектных моделей, которые могут быть использованы, чтобы решить, какая информация подлежит обмену.
Модели помогают определить интерфейсы между системами предприятия и системами управления. Они помогают решить, какие задачи могут быть выполнены какими функциями и какой информацией должны обмениваться между собой приложения.
Вот графическое представление функциональной модели предприятия- управляющей системы Архивная копия от 5 ноября 2014 на Wayback Machine.
ИСА-95 модели
- Контекст
- Иерархические Модели
  - Иерархия планирования и контроля (Purdue)
  - Иерархия оборудования
- Функциональные Модель потоков данных
  - Производственные функции
  - Потоки данных
- Объектные модели
  - Объекты
  - Отношения между объектами
  - Атрибуты объектов
- Модели операционной активности
  - Элементарные операции: PO, MO, Qo, IO
  - Операции над потоками данных
    - Оперативной деятельности,
    - Оперативные потоки данных

ANSI / ISA-95.00.02-2001. Часть 2: Атрибуты объектной модели содержит атрибуты для каждого объекта, определенного в части 1. Объекты и атрибуты части 2 могут быть использованы для обмена информацией между различными системами, но эти объекты и атрибуты также могут быть использованы в качестве основы для проектирования реляционных баз данных.
ANSI / ISA-95.00.03-2005. Часть 3: Операционные модели управления производством специализируется на функциях и деятельности на уровне 3 (Производство / MES слой). Это обеспечивает руководящие принципы для описания и сравнения уровней производства различных сайтов в стандартизированной форме.
ISA-95.04. Часть 4: Объектные модели и атрибуты для операций управления производством. (Еще не опубликована). Эта техническая спецификация определяет обмен информацией между функциями MES, которые определены в части 3 ISA-95. Модели и атрибуты из части 4 являются основой для разработки и внедрения стандартов интерфейса и обеспечения гибкого взаимодействия и обмена информацией между различными MES-функциями.
ISA-95,05 Часть 5: Трансакции между бизнесом и производством (B2M трансакции). Определяет взаимодействие между системами, автоматизирующими работу офиса и производства.
ISA-95,05 Часть 6: Трансакции между производственными операциями (Еще не опубликована).
Стандарт предусматривает эталонные модели, описывающие все виды деятельности — производства, контроля качества, технического обслуживания и инвентаризации.